# Соловьёв, Виктор Юрьевич
Ви́ктор Ю́рьевич Соловьёв (29 сентября 1950 — 4 октября 2020) — советский и российский актёр, заслуженный артист России (2009) и Кабардино-Балкарии (1995).

## Биография
Родился 29 сентября 1950 года.
С 1969 по 1971 год учился в Ярославском театральном училище, с 1972 по 1975 год — в Свердловском театральном училище.
В 1999 году окончил факультет актёрского мастерства Высшего театрального училища имени Б. В. Щукина (руководитель курса — Владимир Владимирович Иванов).
Работал в Государственном академическом театре имени Е. Б. Вахтангова, Новокузнецком драматическом театре.
В 2002 году получил приз за лучшую мужскую роль в конкурсе дебютов на ОРКФ «Кинотавр» в Сочи (за роль в художественном фильме «Змей» режиссёра Алексея Мурадова).
Скончался 4 октября 2020 года. 
Похоронен на Кузьминском кладбище.

## Фильмография
Благодаря своей характерной фактурной внешности В.Соловьев в основном снимался в ролях различных выходцев из простонародья, криминальных элементов, суровых военных.
- 1988 — Серая мышь — Семён Васильевич Баландин, спившийся бывший директор завода
- 1989 — Похищение чародея — боярин Роман, чародей
- 1989 — Охота на Единорога — Штайер, полковник, немецкий ас-«Боря»
- 1989 — Лошади в океане — заведующий труппой детского театра, мрачный человек
- 1989 — Груз-300 — Волентир
- 1990 — Убийца — Григорий Попов
- 1990 — Сафари № 6 — майор
- 1990 — Лебединое озеро. Зона — мужчина
- 1990 — Кошмар в сумасшедшем доме — Лёха, художник-фальшивомонетчик
- 1990 — Здравия желаю! — адъютант
- 1990 — В полосе прибоя — «Высокий»
- 1991 — Сорок седьмой — Павло
- 1991 — Последний бункер — майор Шитов
- 1991 — Мой лучший друг — генерал Василий, сын Иосифа —
- 1991 — Блажь — писатель
- 1992 — Комедия строгого режима — зек Борин, исполняющий роль Дзержинского
- 1992 — Женщина с цветами и шампанским — Булинь
- 1994 — Самолёт летит в Россию — главарь банды террористов
- 1995 — Дорога на край жизни —
- 1995 — Домовик и кружевница — Павел, отец Серёжи
- 1998 — Двинский чай (фильм) (короткометражный) —
- 2002 — Марш Турецкого 3 — отец Ирины
- 2002 — Кровавый отпуск —
- 2002 — Кодекс чести — Гришин, командующий армией
- 2002 — Змей — муж
- 2003 — Любовь (к/м) — отец
- 2003 — Вокзал — Кантемиров
- 2003 — Оперативный псевдоним — 7 серия
- 2003 — Баязет — Никита Семёнович Хвощинский, полковник
- 2004 — На углу у Патриарших 4 — Фрол
- 2004 — Конвой PQ-17 — капитан Белоусов
- 2004 — Бухта Филиппа — старик
- 2005 — Солдатский декамерон — старшина
- 2005 — Призвание (Беларусь) — генерал Сёмик
- 2005 — Вкус сангрии —
- 2005 — МУР есть МУР 2 — Ричард Игоревич Арнаутов
- 2005 — Доктор Живаго — председатель (6 серия)
- 2006 — Телохранитель — Табакеев
- 2006 — Ближний круг —
- 2006 — Острог. Дело Фёдора Сеченова — Иван Никитич Корень, вор
- 2006 — Закон и порядок: Преступный умысел — Пётр Иванович Скоробогатов
- 2006 — Клевета —
- 2007 — Ликвидация — Давид Петрович Манько (дядя Ешта), вор-«авторитет»
- 2008 — Не отрекаются любя… — полковник
- 2009 — Телохранитель 2 — лесник
- 2009 — Сбитый лётчик —
- 2009 — Палата № 6 — Никита, старший санитар в больнице / Бирюк, отшельник
- 2009 — Исаев — Евпланов, охранник Гохрана
- 2010 — Петля — Шплинт
- 2010 — Паршивые овцы — Егор Антипов («Батя»), уголовной «авторитет»
- 2010 — Единственный мужчина —
- 2011 — Основная версия — Василий Максимович
- 2014 — Белый тигр — адъютант Вильгельма Кейтеля
- 2012 — Под прикрытием — генерал ФСБ
- 2012 — Инквизитор — Аксель, могильщик
- 2013 — Владение 18 — отец (Пётр Константинович)
- 2014 — Умельцы — Олег Петрович Тарасов («Тарас»), криминальный «авторитет»
- 2016 — Степные волки — «Седой»

## Призы и почётные звания
- 1995 год — почётное звание «Заслуженный артист Кабардино-Балкарии» (за фильм «Дорога на край жизни»)
- 2002 год — приз за лучшую мужскую роль в конкурсе дебютов на ОРКФ «Кинотавр» в Сочи за роль в х/ф «Змей»[3]
- 2009 год — почётное звание «Заслуженный артист РФ»